# كلوديا هينكل
كلوديا هينكل (بالإنجليزية: Claudia Henkel)‏ هي متسابقة ملكة الجمال وعارضة جنوب أفريقية، ولدت في 22 أبريل 1983 في بريتوريا في جنوب أفريقيا.

## وصلات خارجية
- الموقع الرسمي